# Fichard
Fichard (ou Fikard, Sikard, Sichard, Richard, Achard, Aichard, Aichardus, Eichard, Erchard), mort entre 838 et 840, est un prélat français du IXe siècle, évêque de Noyon-Tournai de 830 à 838-840.

## Biographie
Issu d’une famille noble, Fichard serait né en Bourgogne et aurait fréquenté le monastère de Luxeuil. Il est élu évêque de Noyon-Tournai en 829 ou 830, après le décès de son prédécesseur Rantgaire, et siège à partir de 830. Sa première mention dans les textes signale sa présence, aux côtés d’Halitgaire, évêque de Cambrai (mort le 25 juin 830), lors de la translation des reliques de Saint Momble en l'église Saint-Pierre de Condren,. Le 25 octobre 835, accompagné de Simon (ou Siméon), évêque de Laon, il préside également à la translation des reliques de Saint Quentin vers l’église éponyme (il s’agit de l’abbatiale carolingienne de Saint-Quentin, et non de la basilique actuelle, dont la construction a débuté vers 1170),. En 837, il souscrit à un privilège accordé à l’église du Mans.
Durant son magistère, Fichard assiste à plusieurs conciles ou synodes : en 831 à Noyon (au cours duquel Jessé, évêque d’Amiens, est condamné et déposé pour avoir conspiré contre Louis Ier le Pieux), en février 835 à Thionville (durant lequel Ebbon, archevêque de Reims, est destitué pour la même raison), et le 28 avril 838 à Aix-la-Chapelle,,,.
Le 6 septembre 838, au palais de Quierzy, il participe à une grande assemblée d’évêques et de seigneurs, portant sur la propriété et la direction du monastère de Saint-Calais, au cours de laquelle le roi Louis Ier le Pieux accorde à son fils Charles de larges territoires en Neustrie,,.
La date exacte de sa mort, entre 838 et 840, n’est pas documentée, non plus que son lieu d’inhumation.